# 高地真吾
髙地 真吾（こうち しんご、1989年1月27日 - ）は、日本の俳優、ナレーター、声優、タレント。
Jリーグガイナーレ鳥取のスタジアムDJ。

## 人物
ビジュアルアーツ専門学校大阪出身。
沖縄、大阪、東京と活動拠点を移動してきた。現在は東京を中心にナレーター、俳優・声優、MC等タレント活動をしている。
趣味はロードバイク、サバイバルゲーム、ボードゲーム(ドイツ製中心)。
DJ45としてガイナーレ鳥取のスタジアムDJを勤めている。
2025年2月1日、自身のXアカウントにて、同日付でアトミックモンキーを退所し、フリーで活動することを発表した。

## 出演作品

### TVナレーション
- 日本テレビ
  - 体感!奇跡のリアルタイム
- テレビ朝日
  - サマステHEADLINE
  - スーパーJチャンネル
- TBSテレビ
  - 世にも不思議なランキング なんで?なんで?なんで?
  - 名医が教える!セカンドオピニオン
- テレビ東京
  - ソーシャルトリップ
- 名古屋テレビ
  - BOMBER-E
  - DANCE RUSH
- 関西テレビ
  - ワンダーキッス〜世界最高のキスをあなたに〜
- サンテレビ
  - 5科目必勝ゼミ
- 琉球放送
  - ウチナー紀聞
- 琉球朝日放送
  - 琉球ガラスの世界
- BS日テレ
  - ボウリング革命 P★League
- CSテレ朝ch1
  - ○○円あったら××できるでしょ?
- ダンスチャンネル
  - DANCE BATTLE TV PROUD
  - ALL JAPAN CHALLENGE CUP 2014 FINAL
  - 第3回 日本中学校ダンス部選手権 全国決勝
  - 第7回 日本高校ダンス部選手権 冬季大会 東日本大会
- エンタメ〜テレ
  - 妄想ノススメ
  - モテるの法則
  - アリスイン〜アイドルの絆〜
- スカパー!
  - ポーター座談会2012ピッチサイドストーリー
  - オンデマンド体験記

### ラジオ
- FM沖縄
  - ゴールデンアワー
  - TAKE A REST
- ラジ友
  - ミサンガ

### 吹き替え
- 結婚って、幸せですか（溫瑞凡）

### テレビアニメ
- トライブクルクル（ナレーション）
- 愛・天地無用！（理事B）

### 舞台
- グレンラガン〜炎撃篇〜（マギン）[5]
- 切ない朗読会〜花まんま〜（お兄ちゃん）
- 海、かぎりなき未来へ〜白銀堂由来記〜（アキラ）
- ラジオ〜流星ワルツが聞こえますか〜（アンの恋人・ダンサー）
- 人狼 ザ・ライブプレイングシアター[6]
  - #16:VILLAGE IX 雪の花咲ける村（船乗り ルーサー）
  - #18:MISSION II The Buggy Job（ドラッグディーラー ルーサー）
  - #19:VILLAGE X 春雷の響く村（船乗り ルーサー）
  - #20:STEAM II 機巧人形と月の鉱石（H/眼高の達人 ルーサー）

### その他
- 中居正広のプロ野球魂
- ウソのような本当の瞬間
- ニュースK（ニュースキャスター・リポーター）
- 大阪マラソンへの道（番組ランナー）
- 東京湾納涼船 クルージングナビゲーター
- カヌチャ・スターダストセレモニア（司会）
- 音楽LIVE「double dare 3rd」（Cast sciareとして）
- BLB（ナレーション・蝦原）
- 男子の時間 1食目（河野智平と共に吐息ときめき隊として）[7]
- サバイバルゲームカレッジ（MC）
- J3リーグ「ガイナーレ鳥取」スタジアムナビゲーター（DJ45として）[8]
- つめつめロード（CMのナレーション）
- ·ポケットモンスター ソード・シールド エキスパンションパス (CMナレーション)
- 人狼バトル lies and the truth〜人狼VS王子〜（MC）
- 人狼バトル lies and the truth 2018 OCTOBER〜人狼VS侍〜（MC）
- 人狼バトル lies and the truth 2019 August〜人狼VSエクソシスト〜（MC）
- 人狼バトル lies and the truth 2020 FEBRUARY〜人狼VSプリズナー〜（MC）